# Raorchestes bombayensis
Raorchestes bombayensis é uma espécie de anfíbio da família Rhacophoridae.
É endémica da Índia.
Os seus habitats naturais são: florestas subtropicais ou tropicais húmidas de baixa altitude, regiões subtropicais ou tropicais húmidas de alta altitude, matagal húmido tropical ou subtropical e florestas secundárias altamente degradadas.
Está ameaçada por perda de habitat.